# Leonhard Gerner
Leonhard Gerner (* 25. September 2000 in Braunau am Inn) ist ein österreichischer American-Football-Spieler auf der Position des Cornerbacks.

## Werdegang
Gerner, der aus Altheim in Oberösterreich stammt, begann 2014 bei den Kirchdorf Wildcats mit dem American Football. 2018 wurde er mit den Wildcats bayerischer U19-Meister. Im folgenden Jahr debütierte er in der GFL auf Herrenebene. Dabei verzeichnete er in fünf Spielen zwölf Tackles und ein Pass-Break-up. Darüber hinaus nahm Gerner 2019 mit Österreich an der Junioren-Europameisterschaft 2019 in Bologna teil und holte dort den Titel.
Zur AFL-Saison 2020 wechselte Gerner zu den Vienna Vikings. In der aufgrund der Covid-19-Pandemie zu einer Best-of-Serie verkürzten Saison erzielte er drei Tackles und sieben Pass-Break-ups und trug so zum Gewinn des Meistertitels bei. 2021 verzeichnete Gerner 19,5 Tackles und acht Pass-Break-ups und erzwang zudem einen Fumble. Im Herbst wurde er mit der österreichischen Nationalmannschaft Fünfter bei der Europameisterschaft 2021.
Für die Saison 2022 unterschrieb Gerner einen Vertrag bei den Vienna Vikings, die in dieser Spielzeit erstmals als Franchise in der European League of Football (ELF) antraten. In der regulären Saison erzielte er mit zehn Pass-Break-ups teamintern den Bestwert und verhalf den Vikings damit zum Conference-Titel. Anschließend erreichten die Wiener das Finale in Klagenfurt, das gegen die Hamburg Sea Devils mit 27:15 gewonnen wurde. Im Januar 2023 gaben die Vikings bekannt, Gerner mit einem Zweijahresvertrag ausgestattet zu haben.

## Statistiken
| Jahr                                                                        | Team               | Spiele | Starts | Tackles | Tackles | Tackles | Tackles | Tackles | Passverteidigung | Passverteidigung | Passverteidigung | Passverteidigung | Fumbles | Fumbles | Fumbles |
| Jahr                                                                        | Team               | Spiele | Starts | Total   | Solo    | Ast     | TFL     | Sack    | INT              | Yds              | TD               | BrUp             | FF      | FR      | TD      |
| --------------------------------------------------------------------------- | ------------------ | ------ | ------ | ------- | ------- | ------- | ------- | ------- | ---------------- | ---------------- | ---------------- | ---------------- | ------- | ------- | ------- |
| German Football League                                                      |                    |        |        |         |         |         |         |         |                  |                  |                  |                  |         |         |         |
| 2019                                                                        | Kirchdorf Wildcats | 5      |        | 12      | 10      | 2       | 0       | 0       | 0                | 0                | 0                | 1                | 0       | 0       |         |
| GFL Gesamt                                                                  | GFL Gesamt         | 5      |        | 12      | 10      | 2       | 0       | 0       | 0                | 0                | 0                | 1                | 0       | 0       |         |
| Austrian Football League                                                    |                    |        |        |         |         |         |         |         |                  |                  |                  |                  |         |         |         |
| 2020                                                                        | Vienna Vikings     | 3      |        | 4       | 2       | 2       | 0       | 0       | 0                | 0                | 0                | 7                | 0       |         |         |
| 2021                                                                        | Vienna Vikings     | 6      |        | 18      | 12      | 6       | 0       | 0       | 0                | 0                | 0                | 5                | 1       |         |         |
| AFL Gesamt                                                                  | AFL Gesamt         | 9      |        | 22      | 14      | 8       | 0       | 0       | 0                | 0                | 0                | 12               | 1       |         |         |
| European League of Football                                                 |                    |        |        |         |         |         |         |         |                  |                  |                  |                  |         |         |         |
| 2022                                                                        | Vienna Vikings     | 12     | 4      | 36      | 24      | 12      | 0       | 0       | 2                | 0                | 0                | 10               | 0       | 0       | 0       |
| ELF Gesamt                                                                  | ELF Gesamt         | 12     | 4      | 36      | 24      | 12      | 0       | 0       | 2                | 0                | 0                | 10               | 0       | 0       | 0       |
| Quellen: stats.gfl.info, archive.football.at, stats.europeanleague.football |                    |        |        |         |         |         |         |         |                  |                  |                  |                  |         |         |         |

## Ausbildung
Gerner leistete 2021 seinen Grundwehrdienst im Bundesheer und war dabei Teil des Heeressportprogramms, das es ausgewählten Athleten ermöglicht, ein Jahr als Profisportler zu trainieren und zu leben. Er absolviert ein Englisch- und Sport-Lehramtsstudium.